# Piloña (Gerichtsbezirk)
Der Gerichtsbezirk Piloña ist einer der 18 Gerichtsbezirke in der autonomen Gemeinschaft Asturien.
Der Bezirk umfasst 3 Gemeinden auf einer Fläche von 418,01 km² mit dem Hauptquartier in Piloña.

## Gemeinden
| Gemeinde              | Einwohner (2024) | Fläche km² | Dichte Einw./km² | Cod INE | Postleitzahl |
| --------------------- | ---------------- | ---------- | ---------------- | ------- | ------------ |
| Cabranes              | 1.097            | 38,31      | 29               | 33009   | 33310        |
| Nava                  | 5.203            | 95,81      | 54               | 33040   | 33520        |
| Piloña                | 6.753            | 283,89     | 24               | 33049   | 33530        |
| Gerichtsbezirk Piloña | 13.053           | 418,01     | 31               | –       | –            |